# Sam Colangelo
Sam Colangelo (Stoneham, 26 dicembre 2001) è un hockeista su ghiaccio statunitense, ala destra degli Anaheim Ducks (NHL).
Colangelo è stato scelto dagli stessi Ducks come 36ª scelta assoluta al 2° round del Draft 2020.

## Palmarès

### World Junior Championships
- 1 medaglia:
  - 1 oro (Canada 2021)